# Wilde Spinnenameise
Die Wilde Spinnenameise (Ronisia barbara) ist ein Hautflügler aus der Familie der Ameisenwespen (Mutillidae). Die Art ist nicht gefährdet. 

## Merkmale
Die Art wird mit 8 bis 22 Millimetern Körperlänge für europäische Ameisenwespen relativ groß. So wie ihre Größe ist auch die Färbung sehr variabel. Das Weibchen hat einen roten Thorax, der Kopf ist oben meist ebenso rot, kann aber auch schwarz gefärbt und hellgrau bis weiß behaart sein. Die ersten beiden Hinterleibssegmente tragen je drei in Querreihen angeordnete weißgraue Haarflecken. Männchen besitzen einen schwarzen Thorax und haben am Hinterleib entweder die gleiche Färbung wie die Weibchen oder durchgehende Querbinden. Die Tiere können mit mehreren Arten ihrer Gattung verwechselt werden.

## Vorkommen
Die Wilde Spinnenameise kommt im Mittelmeerraum mitunter recht häufig vor, nördlich erstreckt sich die Verbreitung bis Ungarn. Die Art lebt in offenen, sandigen oder steinigen Lebensräumen. Man findet sie im Sommer, bis etwa in den September hinein. 

## Lebensweise
Die Tiere sind Schmarotzer in den Nestern von Bienen der Gattungen Megachile und Anthophora.